# Peter Fox (regatista)
Peter James Fox (Levin, 9 de mayo de 1967) es un deportista neozelandés que compitió en vela en la clase Laser. Ganó una medalla de bronce en el Campeonato Mundial de Laser de 1988.

## Palmarés internacional
| \| Campeonato Mundial \| Campeonato Mundial \| Campeonato Mundial \| Campeonato Mundial \| \| Año \| Lugar \| Medalla \| Clase \| \| ------------------ \| ---------------------- \| ------------------ \| ------------------ \| \| 1988 \| Falmouth (Reino Unido) \| Medalla de bronce \| Laser \| |                        |                   |       |
| Campeonato Mundial |                        |                   |       |
| Año | Lugar                  | Medalla           | Clase |
| 1988 | Falmouth (Reino Unido) | Medalla de bronce | Laser |